# 威廉·莱昂·麦肯齐·金
威廉·莱昂·麦肯齐·金，PC，OM，CMG（William Lyon Mackenzie King，1874年12月17日—1950年7月22日），加拿大自由党政治人物，三度担任加拿大总理，在位时间长达21年，是英联邦历史上在位时间最长的一位总理。

## 生涯
1874年12月17日出生于安大略省的柏林（基切纳）。其外祖父威廉·莱昂·麦肯齐是争取加拿大自治1837年起义的领导人。他毕业于多伦多大学，其后就读于芝加哥大学并于1909年获得哈佛大学博士学位。
1908年金当选为国会议员，接着便进入劳雷尔内阁任劳工部长（1909-1911年）。1911年自由党竞选失败后，金也暂时离开政界。第一次世界大战期间，他为洛克菲勒基金会调研美国劳资关系转而致力于劳资关系研究，1918年完成了《工业和人道主义》一书。

### 临危受命
1919年劳雷尔去世以后，金出任自由党领袖职务。在1921至1926年、1926至1930年两度担任加拿大总理。官场上的几度沉浮，使金积累了丰富的政治经验。他可以敏锐地洞察人心向背，以此决定自己的施政方向。作为一个非凡的现实主义者，金无论在触目惊心的大萧条年代还是在风云莫测的战争岁月，都能牢牢地把握住自己的权力，魔术般地控制着这个国家。
在这段时间内，他竭力融合法裔加拿大人和英裔加拿大人并促使自由党成为这两个群体和谐共处的政党。他还致力于寻求在大英帝国内实现加拿大自治，在《1931年威斯敏斯特法令》的制定过程中发挥了重要作用；这部法案奠定了英联邦的基础。

### 大萧条时期
由于1935年大选中普遍存在的对贝内特新政立法的疑问，麦肯齐·金的自由党政府上台以后，在自治领与省权问题上不敢越雷池一步，加之金内阁中久经官场的老政客占居多数，这些人固执的性格和狭窄的视野决定了新政府执政初期只能采取回避政策。自由党在传统上一直提倡地方分权的加拿大联邦主义，反对麦克唐纳的国家政策，对贝内特提出的国家干预与联邦控制等主张不以为然。然而，要兑现金在竞选中提出的消除贫困、扭转颓势的许诺，恢复经济与社会的繁荣，就必须采取实质性的社会改革措施来应付国内问题，促进对外贸易。
为摆脱1935年选举给加拿大改革运动带来的消极影响，金宣布其政府在采取行动之前先要对存在的问题进行一番彻底、公正的调查。1937年成立了一个关于自治领与省关系的皇家委员会，负责调查以往75年联邦对经济与社会变化所作出的反应，并对寻求更为满意的职能和步入平衡的途径提出建议。经过3年的时间，委员会终于在1940年5月向政府提交了一份报告。报告所提出的不仅仅是全面、真实的调查结果，更重要的是一套针对自治领与各省关系中存在的问题的改革方案。其重要性不亚于北美历史上任何文献。
报告建议某些关系重大的经济控制和某些耗资巨大的社会服务，如失业救济与失业保险，都应移交自治领，剩下的社会与发展服务保留在各省。同时，联邦政府要承担各省的现有债务，并发放所谓国家调整赠款以便使各省能够行使其职能。由联邦政府征收所得税、公司税和遗产税以承受如此沉重的财政负担。这是一项惊人的改革计划，尽管推行起来会遇到许多困难，但如能付诸实施，将会一劳永逸地解决长期存在的自治领政府与各省政府之间在经济控制与岁入分配上的矛盾。不幸的是，国际形势的急剧变化打破了加拿大改革的梦想，加拿大再度卷入国际纷争之中。

### 二战期间
1935-48年，他再度出任加拿大总理。他同美国在经济事务和国防政策上建立更加紧密的联系，并在第二次世界大战期间与英国首相丘吉尔和美国总统罗斯福密切合作。第二次世界大战期间，为维护国家团结，他坚持不实施征兵制（征兵制为法裔加拿大人所反对）。直到战争后期，通过全民公投后，征兵才得以实施。

### 晚年生活
他于1948年退出政界。1950年7月22日在魁北克省切尔西逝世，享年75岁。

## 纪念
1999年，麦肯齐·金被历史学家评选为最伟大的加拿大总理。他的肖像現被印在50加元纸币上。

## 神秘主义
麦肯齐私下对巫术、神秘学与灵修很感兴趣。他曾尝试用水晶球与达芬奇、威尔弗里德·劳雷尔、富兰克林·罗斯福、麦肯齐的家庭成员及他死去的狗的灵魂沟通。